# Rinorea albidiflora
Rinorea albidiflora är en violväxtart som beskrevs av Adolf Engler. Rinorea albidiflora ingår i släktet Rinorea och familjen violväxter. Inga underarter finns listade i Catalogue of Life.